# Проєкт Фенікс (SETI)

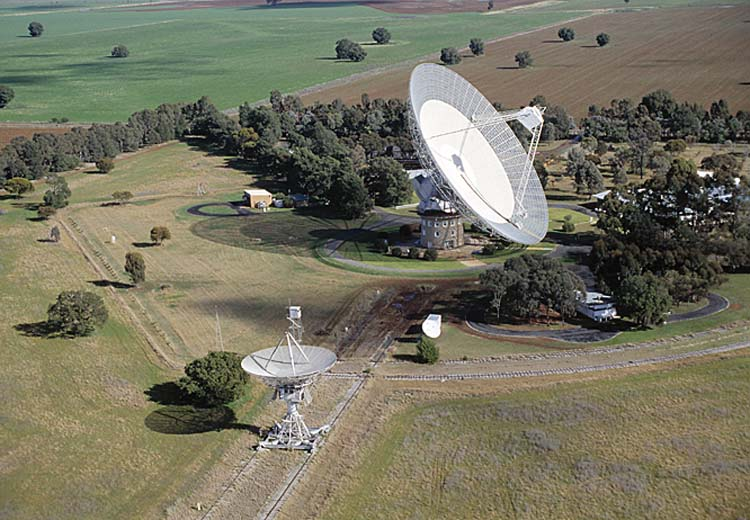
Радіотелескоп Паркс

Проєкт «Фенікс» — проєкт SETI з пошуку позаземних цивілізацій за допомогою аналізу радіосигналів. Його розпочав незалежний Інститут SETI в Маунтін-В'ю, Каліфорнія.
Роботи по проєкту «Фенікс» розпочалися у лютому 1995 року з використанням найбільшого в південній півкулі радіотелескопа Паркс, розташованого в Новому Південному Уельсі, Австралія.
З вересня 1996 по квітень 1998 року в проєкті також був залучений радіотелескоп Грін Бенк Національної Радіоастрономічної Обсерваторії в Західній Вірджинії.
У серпні 1998 року проєкт «Фенікс» переїхав в Аресібо. У зв'язку з високим науковим попитом на найбільші радіотелескопи світу, «Фенікс» вів спостереження протягом двох сесій на рік. Кожна сесія тривала три-чотири тижні. Щоб уникнути підвищеного рівня радіоперешкод протягом дня, спостереження проводилися переважно вночі, приблизно з 17:00 вечора до 8:00 ранку за місцевим часом в Аресібо.
Замість того, щоб сканувати все небо в пошуках можливих радіопредач від позаземних цивілізацій, зусилля учасників проєкту були скеровані на дослідження найближчих зірок, схожих на Сонце. На основі каталогу придатних для життя зірок HabCat, було обстежено близько 800 зірок в межах 200 світлових років. Сигнали шукали в діапазоні 1000 — 3000 мегагерц. 
У березні 2004 року було оголошено, що після дослідження 800 зірок не було виявлено нічого схожого на інопланетні сигнали. Керівник проєкту Пітер Бекуса зазначив:«Ми змушені зробити висновок, що ми живемо серед дуже тихих сусідів».